# Eduard Krekovič
Eduard Krekovič (Garamlök, 1948. július 21. – 2022. május 17.) szlovák régészprofesszor.

## Élete
1966-1971 között a Comenius Egyetem régészet szakán végzett, majd ott is helyezkedett el. 1976-ban kisdoktori fokozatot szerzett, majd disszertációját is megvédte. 1983-1984-ben Egyiptomban volt tanulmányúton. 1995-ben habilitált, 2000-ben pedig professzorrá nevezték ki. A pozsonyi régészeti tanszék professzora volt.
Elsősorban római kori provinciális-régészettel és elméleti kérdésekkel foglalkozott. 1968-ban szamizdat újságokat terjesztett, részt vett a bársonyos forradalom kezdeteiben és kiállt a populizmus ellen. A Sme és a DenníkN véleményformálója.
Gyermekei Slavomír Krekovič zenész, kurátor és Miloš Krekovič (1981-2021) újságíró.

## Művei
- 1991 Črepy a ľudia alebo všeobecná archeológia
- 1996 Ornament a štýl
- 1998 Römische Keramik aus Gerulata (tsz. Roman Sauer)
- 1998 Rusovce 1208-1998 (tsz.)
- 2000 Etnos a materiálna kultúra
- 2004 Kult a mágia v materiálnej kulture (tsz. Tatiana Podolinská)
- 2013 Mýty naše slovenské (tsz. Elena Mannová, Eva Krekovičová)
- 2014 Marxizmus v československej archeológii. Musaica 28, 267–276. (tsz. M. Bača)
- 2014 Miniaturgefässe im Quadischen Kultur-Gebiet in der Slowakei. In: R. Madyda-Legutko – J. Rodzińska-Nowak (eds.): Honoratissimum assensus genus est armis laudare. Kraków, 443–453.
- 2017 Anglicko-slovenský archeologický slovník. Bratislava (tsz. M. Bača)